# Bătălia de la Nájera
Bătălia de la Nájera, cunoscută ca și Bătălia de la Navarette (în spaniolă Batalla de Nájera, în engleză Battle of Nájera, în franceză Bataille de Nájera) a fost o bătălie majoră care a avut loc pe data de 3 aprilie 1367, între pretendenții la succesiunea Castiliei, Petru I susținut englezi pe de-o parte și Henric de Trastamar susținut de francezi pe de altă parte.
Având în vedere componența participanților, bătălia este adesea văzută ca un episod al Războiului de 100 de Ani. După standardele de luptă ale secolului al XIV-lea bătălia este una foarte mare, numărul total al trupelor care au luat parte la aceasta, este mult mai mare decât, de exemplu, la celebrele, Crécy sau Poitiers.

## Context
În 1366, în Coroana Castiliei a izbucnit un război civil, început de Henric de Trastamar, fiul bastard al lui Alfonso al XI-lea, care începând cu anul 1354 de mai multe ori a luptat împotriva fratele său vitreg, după care s-a refugiat în Franța. Regele Petru I nu era popular în rândul nobilimii castiliene și, pe lângă aceasta, s-a certat cu francezii, purtându-se crud cu soția sa Blanche de Bourbon, care era rudă cu Carol al V-lea al Franțe. Henric a apelat la cel din urmă pentru ajutor, și în Spania a fost trimisă o armată numeroasă de mercenari, condusă de cunoscutul general francez, Bertrand du Guesclin. Un rol-cheie în decizia lui Carol al V-lea, la jucat dorința sa, ca în perioada de acalmie a Războiului de 100 de Ani să scape Franța, de numeroasele detașamente de mercenari, care erau dificil de întreținut și în plus deseori jefuiau pământurile franceze. Petru a pierdut rapid tronul și a fugit prin Sevilla la Eduard Prințul Negru, care se afla la curtea sa din Aquitania. Eduard avea un motiv serios pentru a-l sprijini pe Petru, în caz de victorie acesta ar fi obținut un puternic aliat în regiune, atragerea Castiliei pe orbita politicii externe engleze părea tentantă, precum și o eventuală slăbirea capacității militare franceze.

## Desfășurare
În timp ce infanteria ușoară și cavaleria ușoară distrăgeau atenția arcașilor englezi, infanteria grea franceză a pornit rapid în marș și a intrat în luptă cu englezii. Coliziunea cu inamicul i-a aruncat pe britanici la câțiva metri, începând o disperată luptă corp la corp. Călăreții de pe flancuri, suferind pierderi grele, provocate de arcași, au fugit de pe câmpul de luptă. După ce flancurile inamicului s-au "dispersat", cavaleria engleză a putut cu ușurință să-i atace pe francezi, ceea ce a condus la schimbarea raportului de forțe, fiind de 2:1. Văzând aceasta, cavalerii din unitatea principală a lui Henric au încercat să intervină și să schimbe cursul luptei. Ei s-au aruncat de trei ori în atac, dar de fiecare dată au întâmpinat rezistența celor 7.000 de arcași, susținuți pe flancuri de infanteria grea. Ca și multe alte armate franceze înaintea lor, spaniolii au fugit de pe câmpul luptei.
Între timp, Eduard a mutat aproximativ 4.000 de soldați din baza engleză, pentru a-i consolida pe oamenii lui Ioan de Gaunt, aducând astfel balanța la un raport de 4:1, cu excepția arcașilor. Armata spaniolă a lui Henric panicându-se, a fugit de asemenea. Mulți soldați ai pretendentului au fost urmăriți și măcelăriți, alții s-au înecat în râu. În acel moment, a intrat în acțiune ultima parte a armatei lui Eduard. Francezii supraviețuitori au luptat vitejește, dar pierzând circa o treime din efective, s-au predat englezilor.